# The Great Pretender (álbum de Freddie Mercury)
The Great Pretender es un álbum recopilatorio que contiene las grabaciones de 1984 a 1988 del cantante británico Freddie Mercury, lanzado el 24 de noviembre de 1992 en Estados Unidos, un año después del fallecimiento de Mercury tras complicaciones del Sida en 1991. Fue lanzado juntó con el álbum recopilatorio "The Freddie Mercury Album". 
Hubo numerosos productores que tenían el permiso de Jim Beach para usar las cintas maestras originales. Reinhold Mack, que no se acredita como involucrado, fue contratado para supervisar el proyecto. El álbum fue lanzado por Hollywood Records, el 24 de noviembre de 1992.
El disco se diferencia de su homólogo del resto del mundo (aparte de un orden ligeramente diferente en ejecución) por la sustitución de las versiones originales de "The Great Pretender" y "Love Kills", con remixes, con un final ligeramente alterado del remix de "Mr. Bad Guy", y la sustitución de "Barcelona" con un remix de "My Love Is Dangerous".

## Lista de canciones
| N.º | Título | Duración |  |

1. "The Great Pretender (Brian Malouf Mix)" (Buck Ram) - 3:39
2. "Foolin' Around (Steve Brown Mix)" (Mercury) - 3:36
3. "Time (Nile Rodgers 1992 Remix)" (Dave Clark/Christie) - 3:50
4. "Your Kind of Lover (Steve Brown Mix)" (Mercury) - 3:59
5. "Exercises in Free Love" (Mercury/Moran) - 3:58
6. "In My Defence (Ron Nevison Mix)" (Clark/Daniels/Soames) - 3:52
7. "Mr. Bad Guy (Brian Malouf Mix)" (Mercury) - 4:01
8. "Let's Turn It On (Jeff Lord-Alge Mix)" (Mercury) - 3:46
9. "Living on My Own (Julian Raymond Mix)" (Mercury) - 3:39
10. "My Love Is Dangerous (Jeff Lord-Alge Mix)" (Mercury) 3:43
11. "Love Kills (Richard Wolf Mix)"  (Mercury/Moroder) 3:25
12. "Living on My Own (Techno Remix)" (Mercury) 5:14

- La pista 12 sólo disponible en Estados Unidos y México.

- Datos: Q10423793